# ドナルド・A・ウォルハイム
ドナルド・アレン・ウォルハイム（Donald Allen Wollheim、1914年10月1日 - 1990年11月2日）はアメリカ合衆国のSF作家・編集者・出版者・SFファンである。作品の発表はデイヴィッド・グリンネル（David Grinnell）などの名義で行なった。
フューチャリアンズ（Futurians）のメンバーであった彼は、20世紀のアメリカにおけるサイエンス・フィクションとSFファンダムの発展に影響を与えた者の一人である。フューチャリアンズの他の会員にはアイザック・アシモフ、フレデリック・ポール、C・M・コーンブルース、ジュディス・メリル、ジェイムズ・ブリッシュ、デーモン・ナイト、H・ビーム・パイパーらがいた。

## ガーンズバックとの確執
ウォルハイムは、ヒューゴー・ガーンズバックがSFの振興のために創設したクラブの一つ、ニューヨークSF連盟（New York Science Fiction League）のメンバーであった。ウォルハイムが原稿料の未払いに関してガーンズバックに対する不満を公表した時、ガーンズバックはクラブのニューヨーク部門を解散した。
ウォルハイムの最初の小説"The Man from Ariel"は「ワンダー・ストーリーズ」の1934年1月号に掲載された。当時、彼は19歳であった。ウォルハイムは原稿料を支払われなかった。そして彼が調査してみると、他にも多くの作家が原稿料を受け取っていないことが分かった。ウォルハイムはその発見をテレストリアル・ファンタサイエンス・ギルド（Terrestrial Fantascience Guild）の広報で発表した。結局、ガーンズバックはウォルハイムおよび他の作家たちに対する75ドルの示談金支払いに応じた。しかしウォルハイムが別の作品を「ミラード・ヴェルヌ・ゴードン」（"Millard Verne Gordon"）という変名で提出すると、ガーンズバックは再び原稿料を払わなかった。

## 編集者・出版者として
彼は1952年にエイヴォン・ブックス（Avon Books）を辞めてA・A・ウィン（A. A. Wyn）のエース・ブックスに移り、1953年にはエース・ブックスからSFを刊行する手はずを整えた。エース・ブックスは裏表どちらからでも読める「エース・ダブル」シリーズによって知られていた。ウォルハイムは「エース・ダブル」の書式に合わせるために原稿を改竄したり、題名を変えたりした。題名変更の例としてポール・アンダースンの"War of th Wing-Men"（エース版）と"The Man Who Counts"（復刊）が挙げられる。
1965年にウォルハイムはJ・R・R・トールキンの『指輪物語』をエースから無許可で出版した。トールキンの叙事的物語が一般向けのペイパーバックとして市場に出たのはこれが初めてであった。ウォルハイムがそうした理由は、彼がホートン・ミフリン社のハードカバーの版が、著作権を正式に宣言できていないと判断したからであった。2006年のインタヴューでウォルハイムの娘は語ったところによると、トールキンは「自分の大作はペイパーバックの『ダイジェスト』版で刊行されるべきではない」とウォルハイムを怒っていたという。1993年、裁判所はエース・ブックスの主張する「著作権の抜け穴」が正しくなく、彼らのペイパーバック版が合衆国法の下でトールキンの著作権を侵害するものであるとの判決を下した。
ウォルハイムはエース・ブックスを離れて1971年にDAWブックス（DAW Books）社を建てた。DAWは彼の頭文字である。この会社はSFおよびファンタジー小説を専門にした最初の商業出版社だと言われている。
彼はまた、有名な「年刊ベストSF」アンソロジーを1965年から1990年まで刊行した。ただし1965年から71年まではテリー・カーとの共同編集、71年から90年の期間はアーサー・W・サハ（Arther W. Saha）との共同編集である。

## 主な著書

### アンソロジー
- World's Best Science Fiction, 1965-1971 （テリー・カーと共同編集）
  - 65年版『時のはざま』
  - 66年版『忘却の惑星』
  - 67年版『追憶売ります』
  - 68年版『ホークスビル収容所』
  - 69-71年版は未訳
- The Annual World's Best SF, 1972-1990 (1972-1976 with Arthur Saha)

### 長編小説
- Across Time (as David Grinnell)
  - 『百万年後の世界』（ディヴィッド・グリンネル名義、稲葉明雄訳、ハヤカワ文庫SF148） 1974.8
- Destination Saturn (as David Grinnell)
- Destiny's Orbit (as David Grinnell)
  - 『運命号の冒険』（ディヴィッド・グリンネル名義、宮田洋介訳、久保書店QTブックス） 1978.8
- The Edge of Time (as David Grinnell)
  - 『時間の果て』（ディヴィッド・グリンネル名義、川村哲郎訳、久保書店QTブックス） 1974.7
- The Martian Missile (as David Grinnell)
- Secret of the Martian Moons (Winston Science Fiction series)
  - 『火星の月の秘密』（北沢大助訳、石泉社/銀河書房、少年少女科学小説選集20） 1956.10
- Mike Mars and the Mystery Satellite
- Mike Mars Around the Moon
- Mike Mars, Astronaut
- Mike Mars at Cape Canaveral
- Mike Mars Flies the Dyna-Soar
- Mike Mars Flies the X-15
- Mike Mars, South Pole Spaceman
- The Secret of The Ninth Planet (Winston Science Fiction series)
  - 『なぞの第九惑星』（ディヴィッド・グリンネル名義、白木茂訳、岩崎書店、エスエフ少年文庫18）1972.9
  - 『なぞの第九惑星』（ディヴィッド・グリンネル名義、白木茂訳、岩崎書店、SFロマン文庫18）1986.1
  - 『なぞの第九惑星』（ディヴィッド・グリンネル名義、白木茂訳、岩崎書店、SF名作コレクション5） 2005.10
- One Against the Moon
- The Secret of Saturn's Rings (Winston Science Fiction series)
  - 『土星の環の秘密』（田中融二訳、石泉社/銀河書房、少年少女科学小説選集11） 1956.6
  - 『土星へいく少年』（田中融二訳、講談社、少年少女世界科学冒険全集34） 1958.1
- To Venus! To Venus! (as David Grinnell)

### 短編
- 「ク・リトル・リトルの恐怖」